# Turanium scabrum
Turanium scabrum là một loài bọ cánh cứng trong họ Cerambycidae.